# 산업로 (울산 경주)
산업로(Saneop-ro)는 울산광역시 남구 두왕동 두왕사거리와 경상북도 경주시 강동면 유금리 유강터널을 잇는 도로이다.

## 역사
1980년에 경주포항산업도로(慶州浦項産業道路)라는 이름으로 개통해 경주시와 포항시를 이었으며, 개통 당시 총 연장은 23.4km 이고 왕복 4~8차선 도로였다. 이에 따라 경주~포항 구간을 통행하는 하루 평균 6천5백20대의 차량은 35분 이상 걸리던 주행 시간이 20분 이내로 단축되었고, 포항제철 수송이 원활해졌으며, 동해안 간선도로인 포항~삼척간 국도와 경부고속도로를 연결로써 경주 관광개발이 더욱 촉진시킬 수 있게 되었다. 이후 대한민국 정부의 도로명 주소 사업으로 인하여 산업로는 울산까지 연장되었고, 포항 구간은 새천년대로에 편입되었다.
- 2001년 3월 22일 : 기존 덕하검문소 ~ 명촌교 ~ 송정동 14.7km 구간에서 두왕사거리 ~ 울산역 ~ 북구 시계 21.42km 구간으로 연장하고 울산광역시도 41호선 부여[2]
- 2009년 12월 10일 : 2개 이상 시·도에 걸쳐 있는 도로로 산업로를 고시[3]

## 주요 경유지
울산광역시
- 남구 (두왕동 · 상개동 · 선암동 · 야음동 · 여천동 · 삼산동) - 북구 (명촌동 · 진장동 · 효문동 · 연암동 · 화봉동 · 송정동 · 창평동 · 호계동 · 신천동 · 중산동)

경상북도
- 경주시 (외동읍 · 시래동 · 구정동 · 조양동 · 도지동 · 동방동 · 배반동 · 구황동 · 동천동 · 용강동 · 천북면 · 강동면)

## 노선

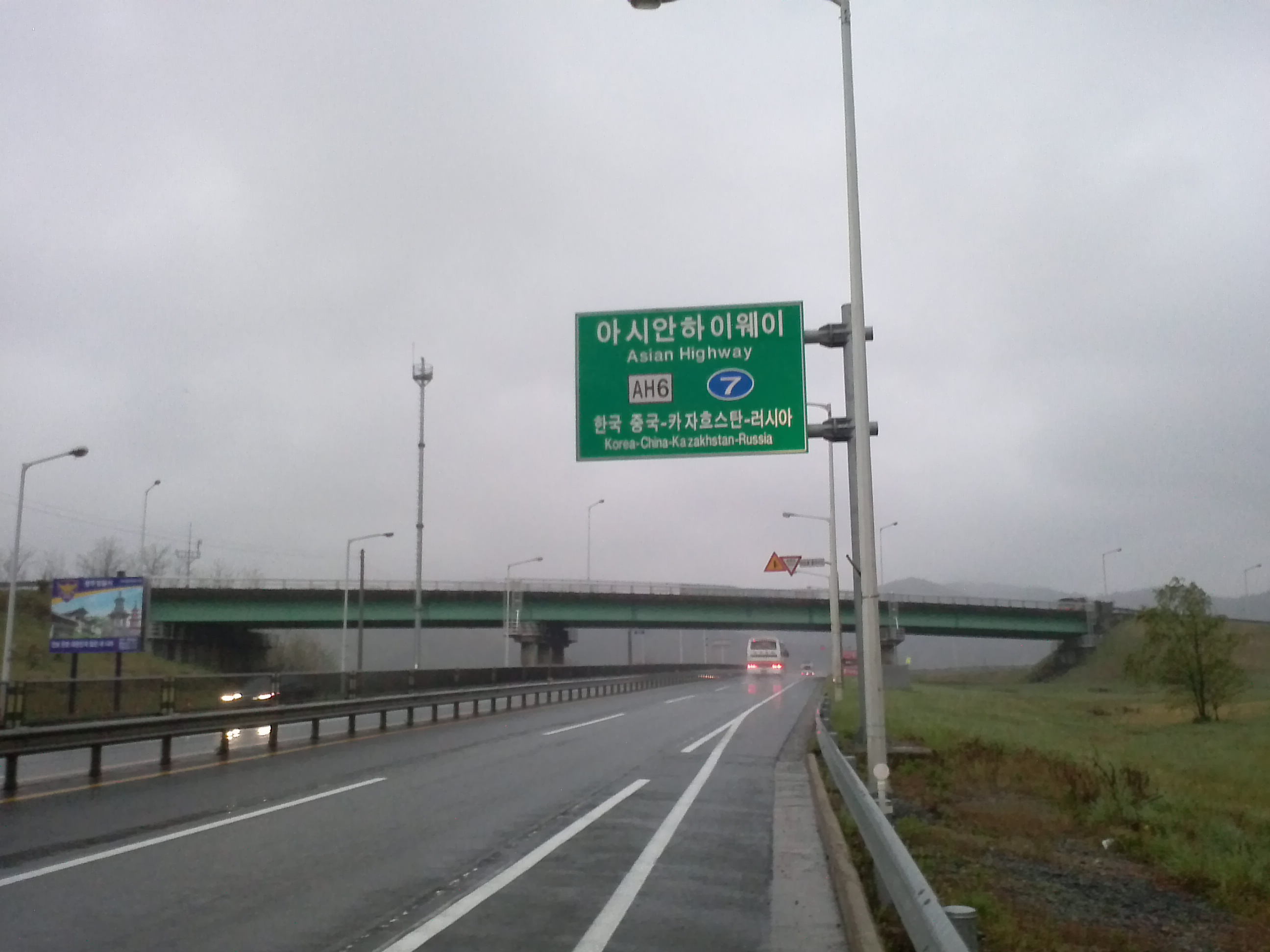
강동 나들목 인근. 아시안 하이웨이 6호선의 표지판

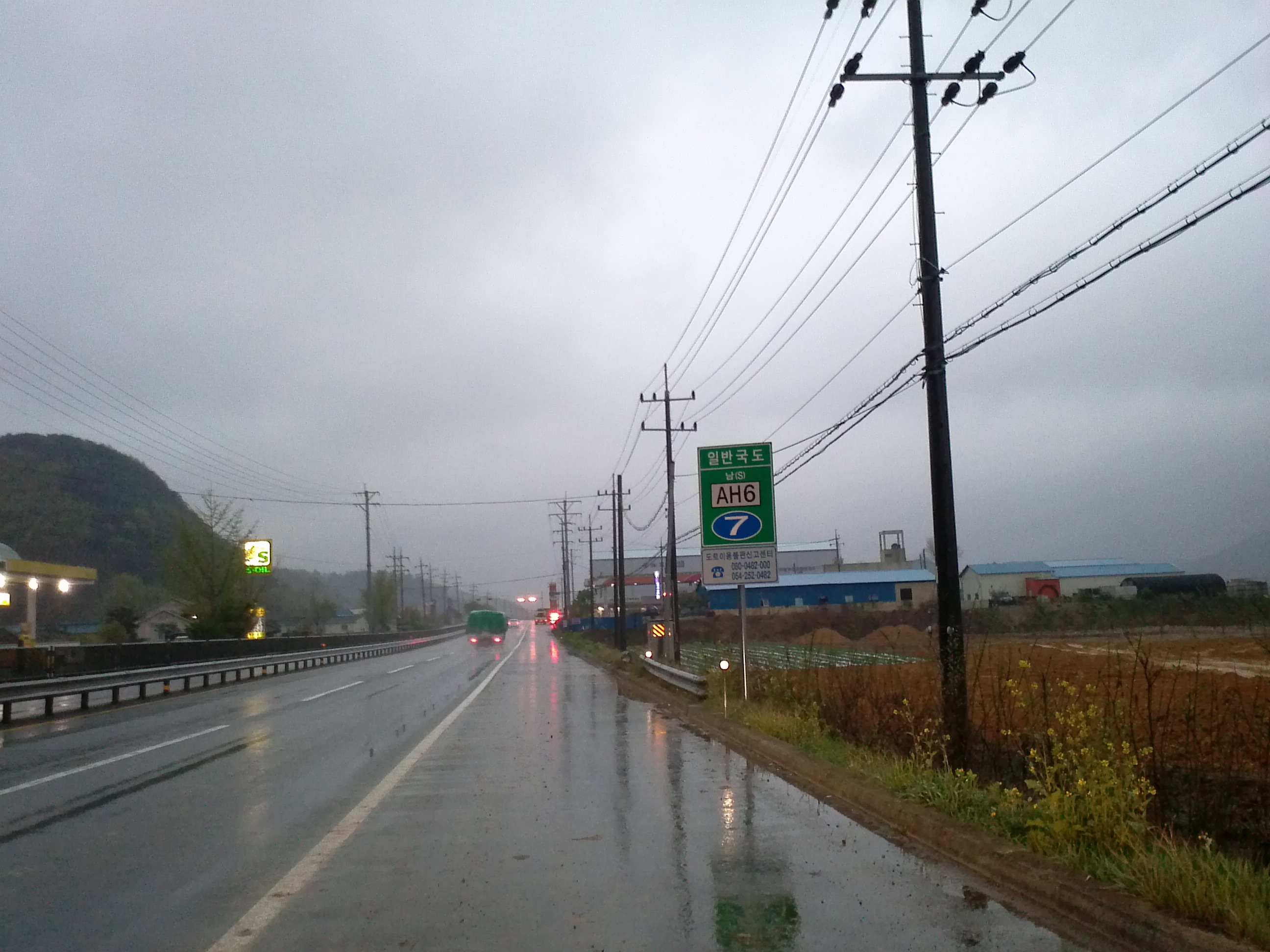
포항~경주 방향. 국도 제7호선의 표지판

### 울산광역시
| 이름                           | 접속 노선                                                  | 소재지     | 소재지            | 비고 |
| ------------------------------ | ---------------------------------------------------------- | ---------- | ----------------- | ---- |
| 두왕사거리                     | 국도 제31호선 울산광역시도 41호선 (남창로) (두왕로) 온산로 | 울산광역시 | 남구              |      |
| SK합성수지앞 교차로            | 산업로21번길                                               | 울산광역시 | 남구              |      |
| 상개삼거리                     | 상개로                                                     | 울산광역시 | 남구              |      |
| 개운포역 교차로                | 산업로143번길                                              | 울산광역시 | 남구              |      |
| 명동마을 교차로                | 산업로219번길                                              | 울산광역시 | 남구              |      |
| 명동삼거리                     | 남부순환도로 사평로                                        | 울산광역시 | 남구              |      |
| 태광산업정문 교차로            | 산업로303번길                                              | 울산광역시 | 남구              |      |
| 선암초등학교앞 교차로          | 산업로399번길 산업로400번길                                | 울산광역시 | 남구              |      |
| 변전소사거리                   | 처용로                                                     | 울산광역시 | 남구              |      |
| 신여천사거리                   | 울산광역시도 30호선 (수암로) (장생포로)                    | 울산광역시 | 남구              |      |
| 경남냉동앞 교차로              | 산업로440번길                                              | 울산광역시 | 남구              |      |
| 여천오거리                     | 울산광역시도 71호선 (화합로) 신화로 여천로                 | 울산광역시 | 남구              |      |
| 울산영락원앞 교차로            | 산업로517번길                                              | 울산광역시 | 남구              |      |
| 여천교                         |                                                            | 울산광역시 | 남구              |      |
| 도로교통공단 교차로            | 꽃대나라로                                                 | 울산광역시 | 남구              |      |
| 태화강역남단 교차로            | 산업로643번길                                              | 울산광역시 | 남구              |      |
| 태화강역앞 교차로              | 울산광역시도 40호선 (삼산로)                               | 울산광역시 | 남구              |      |
| 명촌교남 교차로                | 돋질로                                                     | 울산광역시 | 남구              |      |
| (명촌지하차도)                 | 울산광역시도 50호선 (강남로) 부두로                        | 울산광역시 | 남구              |      |
| 명촌대교                       |                                                            | 울산광역시 | 남구              |      |
|                                | 북구                                                       | 울산광역시 |                   |      |
| 명촌교북단 교차로              | 울산광역시도 60호선 (아산로) 고헌로                        | 울산광역시 |                   |      |
| 명촌정문앞 교차로              | 명촌23길                                                   | 울산광역시 |                   |      |
| 효문사거리 (효문고가교)        | 울산광역시도 70호선 (염포로)                               | 울산광역시 |                   |      |
| 효문시외버스정류장 효문역      |                                                            | 울산광역시 |                   |      |
| 울산경제진흥원앞 교차로        | 울산광역시도 61호선 (번영로)                               | 울산광역시 |                   |      |
| 효문동 행정복지센터            | 무룡1로                                                    | 울산광역시 |                   |      |
| 상방사거리 (상방지하차도)      | 울산광역시도 21호선 (북부순환도로) 국도 제31호선 (무룡로)  | 울산광역시 |                   |      |
| 울산북구청                     |                                                            | 울산광역시 |                   |      |
| 화봉사거리                     | 화봉로 안기번득길                                          | 울산광역시 |                   |      |
| 울산공항 교차로 (화봉지하차도) | 화산중앙로                                                 | 울산광역시 |                   |      |
| 송정마을입구 교차로            | 지당3길                                                    | 울산광역시 |                   |      |
| 유아교육진흥원 교차로          | 동천서로                                                   | 울산광역시 |                   |      |
| 송정교                         |                                                            | 울산광역시 |                   |      |
| 원지삼거리                     | 호계로                                                     | 울산광역시 |                   |      |
| 상안교사거리                   | 농서로 동대로                                              | 울산광역시 |                   |      |
| 신답삼거리                     | 신답로                                                     | 울산광역시 |                   |      |
| 신천교                         | 매곡로                                                     | 울산광역시 |                   |      |
| 원동현대아파트입구 교차로      | 고래로                                                     | 울산광역시 |                   |      |
| 천곡사거리                     | 호계로 천곡길                                              | 울산광역시 |                   |      |
| 약수마을입구 교차로            | 약수1길 약수2길 약수8길                                    | 울산광역시 |                   |      |
| 약수교                         | 약수3길 약수9길                                            | 울산광역시 |                   |      |
| 중산 교차로                    | 국도 제7호선 (이예로) 오토밸리로                           | 울산광역시 | 국도 제7호선 구간 |      |
| 화정마을입구 교차로            | 천곡재전길 화정1길 화정2길                                 | 울산광역시 | 국도 제7호선 구간 |      |
| 이화사거리                     | 이화5길 화정4길                                            | 울산광역시 | 국도 제7호선 구간 |      |
| 화정교                         |                                                            | 울산광역시 | 국도 제7호선 구간 |      |
| 메아리학교앞 교차로            | 갓안1길 이화5길                                            | 울산광역시 | 국도 제7호선 구간 |      |

### 경상북도
| 이름                      | 접속 노선                             | 소재지 | 소재지 | 비고                                    |
| ------------------------- | ------------------------------------- | ------ | ------ | --------------------------------------- |
| 계동교                    |                                       | 경주시 | 외동읍 | 국도 제7호선 구간                       |
| 모화역 모화시외버스정류장 |                                       | 경주시 | 외동읍 | 국도 제7호선 구간                       |
| 모화사거리                | 국도 제14호선 (관문로)                | 경주시 | 외동읍 | 국도 제7호선, 14호선 구간               |
| 외동 나들목               | 국도 제7호선                          | 경주시 | 외동읍 | 국도 제7호선, 14호선 구간               |
| 구어사거리                | 문구로 신기앞길                       | 경주시 | 외동읍 | 국도 제7호선, 14호선 구간               |
| 구어교                    |                                       | 경주시 | 외동읍 | 국도 제7호선, 14호선 구간               |
| 구어리                    | 국도 제14호선 (입실로)                | 경주시 | 외동읍 | 국도 제7호선, 14호선 구간               |
| 입실교                    | 순금1길                               | 경주시 | 외동읍 | 국도 제7호선 구간                       |
| 입실과선교                |                                       | 경주시 | 외동읍 | 국도 제7호선 구간                       |
| 연안리                    | 지방도 제904호선 (입실로) 읍청사로    | 경주시 | 외동읍 | 국도 제7호선 구간 지방도 제904호선 구간 |
| 연안교                    | 지방도 제904호선 (내외로) 연안개곡1길 | 경주시 | 외동읍 | 국도 제7호선 구간 지방도 제904호선 구간 |
| 죽동교                    | 말방길                                | 경주시 | 외동읍 | 국도 제7호선 구간                       |
| 남경주 나들목             | 65호선 동해고속도로                   | 경주시 | 외동읍 | 국도 제7호선 구간                       |
| 활성교                    | 죽동길 활성길                         | 경주시 | 외동읍 | 국도 제7호선 구간                       |
| 괘릉교                    | 독골길                                | 경주시 | 외동읍 | 국도 제7호선 구간                       |
| 시래동                    | 영불로                                | 경주시 | 불국동 | 국도 제7호선 구간                       |
| 시래교                    | 구매두림길 시래둑길 윗시래길 중방길   | 경주시 | 불국동 | 국도 제7호선 구간                       |
| (불국사시외버스정류장)    |                                       | 경주시 | 불국동 | 국도 제7호선 구간                       |
| 불국사역                  | 불국로 구정1길                        | 경주시 | 불국동 | 국도 제7호선 구간                       |
| 통일전삼거리              | 통일로                                | 경주시 | 월성동 | 국도 제7호선 구간                       |
| 동방역                    |                                       | 경주시 | 월성동 | 국도 제7호선 구간                       |
| 사천왕사지삼거리          | 통일로                                | 경주시 | 월성동 | 국도 제7호선 구간                       |
| 배반네거리                | 국도 제7호선 (원화로) 서라벌대로      | 경주시 | 월성동 | 국도 제7호선 구간                       |
| 배반지하차도              |                                       | 경주시 | 월성동 |                                         |
| 구황교네거리              | 국도 제4호선 (알천남로) (경감로)      | 경주시 | 월성동 |                                         |
| 구황교                    |                                       | 경주시 | 월성동 |                                         |
| 동천동                    |                                       | 경주시 |        |                                         |
| (구황교 북단)             | 알천북로                              | 경주시 |        |                                         |
| 석탈해왕릉네거리          | 탈해로                                | 경주시 |        |                                         |
| 백률사삼거리              | 백률로                                | 경주시 |        |                                         |
| 청강사네거리              | 양정로328번길 용강상리길 용강상리2길  | 경주시 | 용강동 |                                         |
| 용강네거리                | 국도 제7호선 (원화로) 유림로          | 경주시 | 용강동 | 국도 제7호선 구간                       |
| 근화여고네거리            | 공단로 승삼2길                        | 경주시 | 용강동 | 국도 제7호선 구간                       |
| 승삼네거리                | 다불로 유림로13번길                   | 경주시 | 용강동 | 국도 제7호선 구간                       |
| 신당 교차로               | 강변로                                | 경주시 | 천북면 | 국도 제7호선 구간                       |
| 신천교                    | 천북로                                | 경주시 | 천북면 | 국도 제7호선 구간                       |
| 북경주 나들목             | 국도 제20호선 (건포산업로)            | 경주시 | 천북면 | 국도 제7호선 구간                       |
| 모서리                    | 모서안길                              | 경주시 | 강동면 | 국도 제7호선 구간                       |
| 모서교                    | 수궁서당길 포전마을길                 | 경주시 | 강동면 | 국도 제7호선 구간                       |
| 오금리                    | 오금낙산길                            | 경주시 | 강동면 | 국도 제7호선 구간                       |
| 강동대교                  |                                       | 경주시 | 강동면 | 국도 제7호선 구간                       |
| 강동 나들목               | 국도 제28호선 (호국로)                | 경주시 | 강동면 | 국도 제7, 28호선 구간                   |
| 유금지하교                | 지방도 제945호선 (천강로) 강동로      | 경주시 | 강동면 | 국도 제7, 28호선 구간                   |
| 유금 나들목               | 국도 제28호선 (동해대로)              | 경주시 | 강동면 | 국도 제7, 28호선 구간                   |
| 유금과선교                | 제산로                                | 경주시 | 강동면 | 국도 제7호선 구간                       |
| 유강터널                  |                                       | 경주시 | 강동면 | 국도 제7호선 구간 연장 915m             |
| 새천년대로와 직결         |                                       |        |        |                                         |

## 주요 건물 및 시설
- SK화학 폴리머공장 (울산광역시 남구 산업로 21)
- 개운포역 (울산광역시 남구 산업로 131)
- 태광산업 (울산광역시 남구 산업로 304)
- 태화강역 (울산광역시 남구 산업로 654)
- 효문역 (울산광역시 북구 산업로 892)
- 울산경제진흥원, 울산지방중소기업청 (울산광역시 북구 산업로 915)
- 효문동행정복지센터 (울산광역시 북구 산업로 970)
- 북구문화예술회관 (울산광역시 북구 산업로 1000)
- 울산시티e병원 (울산광역시 북구 산업로 1001)
- 북구청 (울산광역시 북구 산업로 1010)
- 울산광역시 강북교육지원청 (울산광역시 북구 산업로 1015)
- 울산북구보건소 (울산광역시 북구 산업로 1018)
- 오토밸리복지센터 (울산광역시 북구 산업로 1020)
- 울산공항 (울산광역시 북구 산업로 1103)
- 북구문화원 (울산광역시 북구 산업로 1104)
- 이화중학교 (울산광역시 북구 산업로 1631)
- 중산치안센터 (울산광역시 북구 산업로 1722-8)
- 관문성 (경상북도 경주시 외동읍 산업로 1739-6)
- 경주법주 (경상북도 경주시 산업로 2944)
- 불국동주민센터 (경상북도 경주시 산업로 3008)
- 불국사농협 (경상북도 경주시 산업로 3016)
- 불국사역 (경상북도 경주시 산업로 3043-8)
- 한국광고영상박물관 (경상북도 경주시 산업로 3260)
- 동방초등학교 (경상북도 경주시 산업로 3485-8)
- 동방역 (경상북도 경주시 산업로 3490-5)
- 신라가족호텔 (경상북도 경주시 산업로 3540-5 )
- 백률사 (경상북도 경주시 산업로 4214-110)
- 용강파출소 (경상북도 경주시 산업로 4354)
- 남양유업 경주공장 (경상북도 경주시 산업로 4443-7)
- 모다아울렛 경주점 (경상북도 경주시 천북면 산업로 4930)
- 모아초등학교 (경상북도 경주시 천북면 산업로 4974-5)